# ۵۴۷ (خورشیدی)
۵۴۷ پانصد و چهل و هفتمین سال هجری خورشیدی است.